# اس‌ام یو-۴۴
اس‌ام یو-۴۴ (به انگلیسی: SM U-44) یک زیردریایی بود که طول آن ۶۵ متر (۲۱۳ فوت) و ارتفاع آن ۸٫۷ متر (۲۹ فوت) بود. این زیردریایی در سال ۱۹۱۴ ساخته شد.